# Nostalgia (chanson)
Pour les articles homonymes, voir Nostalgia.
Singles de Nanase Aikawa
Kanojo to Watashi no Jijō
(1998) Lovin' you
(1998)
Nostalgia est le 10e single de Nanase Aikawa, sorti sous le label Avex Trax le 8 mai 1998 au Japon. Il atteint la 7e place du classement de l'Oricon et reste classé pendant 10 semaines pour un total de 218 000 exemplaires vendus. Nostalgia se trouve sur l'album Crimson et les compilations ID et Rock or Die.

## Liste des titres
| 1. | Nostalgia                    |  |
| 2. | Sweet Kiss                   |  |
| 3. | Nostalgia (Original Karaoke) |  |